# 305 pr. n. št.

## Dogodki
- Ptolemaj I., Kasander Makedonski, Lizimah in Selevk I. Nikator se okličejo za kralje.

## Rojstva
- Arsinoja I., egipčanska kraljica (* po okoli 248 pr. n. št.)